# 2015-ös Apertura mexikói labdarúgó-bajnokság (első osztály)
A mexikói labdarúgó-bajnokság első osztályának 2015-ös Apertura szezonja 18 csapat részvételével 2015. július 24-től december 13-ig tartott. A bajnokságot a monterreyi Tigres de la UANL nyerte meg, amelynek ez volt a 4. győzelme. A második helyen a fővárosi Pumas UNAM végzett, a bajnoksággal párhuzamosan zajló kupát a Guadalajara hódította el. A gólkirály 15 góllal a mexikói bajnokság első francia játékosa, a bajnokcsapatban szereplő André-Pierre Gignac lett.

## Előzmények
Az előző szezont, a 2015-ös Clausurát a Santos Laguna nyerte meg. A másodosztályba kiesett a Leones Negros, az első osztályba feljutott a Dorados de Sinaloa.

## Csapatok
| Csapat                       | Város              | Állam              | Stadion                | Edző (a szezon elején)  |
| ---------------------------- | ------------------ | ------------------ | ---------------------- | ----------------------- |
| América                      | Mexikóváros        | Szövetségi kerület | Azteca                 | Ignacio Ambriz          |
| Atlas                        | Guadalajara        | Jalisco            | Jalisco                | Gustavo Matosas         |
| Chiapas                      | Tuxtla Gutiérrez   | Chiapas            | Víctor Manuel Reyna    | Ricardo La Volpe        |
| Cruz Azul                    | Mexikóváros        | Szövetségi Kerület | Azul                   | Sergio Bueno            |
| Dorados de Sinaloa           | Culiacán Rosales   | Sinaloa            | Banorte                | Carlos Bustos           |
| Guadalajara                  | Guadalajara        | Jalisco            | Omnilife               | José Manuel de la Torre |
| León                         | León               | Guanajuato         | León                   | Juan Antonio Pizzi      |
| Monarcas Morelia             | Morelia            | Michoacán          | Morelos                | Enrique Meza            |
| Monterrey                    | Monterrey          | Új-León            | BBVA Bancomer          | Antonio Mohamed         |
| Pachuca                      | Pachuca de Soto    | Hidalgo            | Hidalgo                | Diego Alonso            |
| Puebla                       | Puebla de Zaragoza | Puebla             | Universitario BUAP     | Pablo Marini            |
| Pumas (Universidad Nacional) | Mexikóváros        | Szövetségi Kerület | Olímpico Universitario | Guillermo Vázquez       |
| Querétaro                    | Querétaro          | Querétaro          | Corregidora            | Víctor Manuel Vucetich  |
| Santos Laguna                | Torreón            | Coahuila           | TSM Corona             | Pedro Caixinha          |
| Tigres                       | Monterrey          | Új-León            | Universitario          | Ricardo Ferretti        |
| Tijuana                      | Tijuana            | Alsó-Kalifornia    | Caliente               | Rubén Omar Romano       |
| Toluca                       | Toluca de Lerdo    | México             | Nemesio Díez           | José Saturnino Cardozo  |
| Veracruz                     | Veracruz           | Veracruz           | Luis de la Fuente      | Carlos Reinoso          |

## Az alapszakasz végeredménye
Az alapszakasz 17 fordulóból állt, az első nyolc jutott be a rájátszásba.
| #   | Csapat             | M  | GY | D | V  | G+ – G– | GK  | P  | Megjegyzések |
| --- | ------------------ | -- | -- | - | -- | ------- | --- | -- | ------------ |
| 1.  | Pumas              | 17 | 11 | 2 | 4  | 37–20   | +17 | 35 |              |
| 2.  | Toluca             | 17 | 10 | 2 | 5  | 33–24   | +9  | 32 |              |
| 3.  | León               | 17 | 10 | 0 | 7  | 32–31   | +1  | 30 |              |
| 4.  | Chiapas            | 17 | 8  | 5 | 4  | 31–27   | +4  | 29 |              |
| 5.  | Tigres             | 17 | 8  | 4 | 5  | 26–16   | +10 | 28 |              |
| 6.  | América            | 17 | 9  | 1 | 7  | 30–21   | +9  | 28 |              |
| 7.  | Puebla             | 17 | 8  | 3 | 6  | 22–20   | +2  | 27 |              |
| 8.  | Veracruz           | 17 | 8  | 3 | 6  | 23–27   | −4  | 27 |              |
| 9.  | Monterrey          | 17 | 6  | 5 | 6  | 32–29   | +3  | 23 |              |
| 10. | Morelia            | 17 | 7  | 2 | 8  | 26–26   | 0   | 23 |              |
| 11. | Querétaro          | 17 | 6  | 4 | 7  | 25–25   | 0   | 22 |              |
| 12. | Pachuca            | 17 | 6  | 3 | 8  | 30–33   | −3  | 21 |              |
| 13. | Guadalajara (KGY)  | 17 | 6  | 3 | 8  | 23–26   | −3  | 21 |              |
| 14. | Cruz Azul          | 17 | 5  | 5 | 7  | 19–25   | −6  | 20 |              |
| 15. | Santos             | 17 | 4  | 5 | 8  | 21–24   | −3  | 17 |              |
| 16. | Atlas              | 17 | 5  | 2 | 10 | 17–28   | −11 | 17 |              |
| 17. | Tijuana            | 17 | 5  | 1 | 11 | 21–30   | −9  | 16 |              |
| 18. | Dorados de Sinaloa | 17 | 3  | 6 | 8  | 13–29   | −16 | 15 |              |

Utolsó frissítés: 2015. november 23. 
Forrás: A bajnokság hivatalos honlapja 
A rangsorolás alapszabályai: 1. összpontszám, 2. egymás elleni eredmények összpontszáma, 3. gólkülönbség, 4. szerzett gólok száma.
(B): Bajnokcsapat, (K): Kieső csapat, (F): Feljutó csapat, (I): Kupainduló, (R): A rájátszás győztese, (KGY): Kupagyőztes

## Rájátszás
A döntő kivételével az a szabály, hogy ha a két meccs összesítve döntetlen, és az idegenbeli gól is egyenlő, akkor nincs hosszabbítás és tizenegyespárbaj, hanem az a csapat jut tovább, amelyik az alapszakaszban jobb helyen végzett.
A negyeddöntők első mérkőzéseit november 25-én és 26-án, a visszavágókat 28-án és 29-én játszották, az elődöntőkre december 3-án és 6-án került sor. A döntő első mérkőzése december 10-én, a visszavágó 13-án volt.
|  | Negyeddöntők | Negyeddöntők | Negyeddöntők | Negyeddöntők | Negyeddöntők |   |         | Elődöntők | Elődöntők | Elődöntők | Elődöntők | Elődöntők |  |  | Döntő | Döntő | Döntő | Döntő | Döntő |  |
|  |              |              |              |              |              |   |         |           |           |           |           |           |  |  |       |       |       |       |       |  |
|  | Tigres       | Tigres       | 2            | 1            | 3            |   |         |           |           |           |           |           |  |  |       |       |       |       |       |  |
|  | Tigres       | Tigres       | 2            | 1            | 3            |   |         |           |           |           |           |           |  |  |       |       |       |       |       |  |
|  | Chiapas      | Chiapas      | 1            | 0            | 1            |   |         |           |           |           |           |           |  |  |       |       |       |       |       |  |
|  | Chiapas      | Chiapas      | 1            | 0            | 1            |   | Tigres  | Tigres    | 0         | 2         | 2         |           |  |  |       |       |       |       |       |  |
|  |              |              |              |              |              |   | Tigres  | Tigres    | 0         | 2         | 2         |           |  |  |       |       |       |       |       |  |
|  |              |              | Toluca       | Toluca       | 0            | 0 | 0       |           |           |           |           |           |  |  |       |       |       |       |       |  |
|  | Puebla       | Puebla       | Toluca       | Toluca       | 0            | 0 | 0       | 2         | 0         | 2         |           |           |  |  |       |       |       |       |       |  |
|  | Puebla       | Puebla       |              |              |              |   |         |           |           | 2         |           |           |  |  |       |       |       |       |       |  |
|  | Toluca       | Toluca       | 2            | 1            | 3            |   |         |           |           |           |           |           |  |  |       |       |       |       |       |  |
|  | Toluca       | Toluca       | 2            | 1            | 3            |   | Tigres  | Tigres    | 3         | 1         | 4 (4)     |           |  |  |       |       |       |       |       |  |
|  |              |              |              |              |              |   |         |           |           |           |           |           |  |  |       |       |       |       |       |  |
|  |              |              | Pumas        | Pumas        | 0            | 4 | 4 (2)   |           |           |           |           |           |  |  |       |       |       |       |       |  |
|  | América      | América      | Pumas        | Pumas        | 0            | 4 | 4 (2)   | 4         | 1         | 5         |           |           |  |  |       |       |       |       |       |  |
|  | América      | América      |              |              |              |   |         |           |           | 5         |           |           |  |  |       |       |       |       |       |  |
|  | León         | León         | 1            | 2            | 3            |   |         |           |           |           |           |           |  |  |       |       |       |       |       |  |
|  | León         | León         | 1            | 2            | 3            |   | América | América   | 0         | 3         | 3         |           |  |  |       |       |       |       |       |  |
|  |              |              |              |              |              |   | América | América   | 0         | 3         | 3         |           |  |  |       |       |       |       |       |  |
|  |              |              | Pumas        | Pumas        | 3            | 1 | 4       |           |           |           |           |           |  |  |       |       |       |       |       |  |
|  | Veracruz     | Veracruz     | Pumas        | Pumas        | 3            | 1 | 4       | 1         | 0         | 1         |           |           |  |  |       |       |       |       |       |  |
|  | Veracruz     | Veracruz     |              |              |              |   |         |           |           | 1         |           |           |  |  |       |       |       |       |       |  |
|  | Pumas        | Pumas        | 0            | 1            | 1            |   |         |           |           |           |           |           |  |  |       |       |       |       |       |  |

## Együttható-táblázat
Az együttható-táblázat a csapatok (a jelenlegit is beleszámítva) utolsó öt első osztályú szezonjának alapszakaszában elért pontok átlagát tartalmazza négy tizedesre kerekítve, de ha egy csapat időközben volt másodosztályú is, akkor az az előtti időszak eredményei nincsenek benne. Mivel ez a szezon Apertura, ezért nem esik ki egyik csapat sem, de majd a 2016-os Clausurában ez alapján a táblázat alapján dől el, melyik lesz a kieső csapat.
| Csapat             | Összpontszám | Mérkőzések | Együttható |
| ------------------ | ------------ | ---------- | ---------- |
| América            | 150          | 85         | 1,7647     |
| Toluca             | 144          | 85         | 1,6941     |
| Tigres             | 134          | 85         | 1,5765     |
| Cruz Azul          | 131          | 85         | 1,5412     |
| Chiapas            | 125          | 85         | 1,4706     |
| Santos             | 123          | 85         | 1,4471     |
| León               | 121          | 85         | 1,4235     |
| Pumas              | 117          | 85         | 1,3765     |
| Monterrey          | 117          | 85         | 1,3765     |
| Querétaro          | 116          | 85         | 1,3647     |
| Pachuca            | 112          | 85         | 1,3176     |
| Atlas              | 109          | 85         | 1,2824     |
| Tijuana            | 106          | 85         | 1,2471     |
| Veracruz           | 106          | 85         | 1,2471     |
| Puebla             | 100          | 85         | 1,1765     |
| Guadalajara        | 96           | 85         | 1,1294     |
| Morelia            | 94           | 85         | 1,1059     |
| Dorados de Sinaloa | 15           | 17         | 0,8824     |

## Eredmények

### Alapszakasz

#### Fordulónként

##### 1. forduló
| Dátum (mexikói idő) | Mérkőzés               | Eredmény |
| ------------------- | ---------------------- | -------- |
| 2015. július 24.    | Veracruz – Guadalajara | 2–0      |
| 2015. július 25.    | Cruz Azul – Morelia    | 0–3      |
| 2015. július 25.    | Tigres – Toluca        | 0–1      |
| 2015. július 25.    | Pachuca – Tijuana      | 2–1      |
| 2015. július 25.    | Atlas – Querétaro      | 0–2      |
| 2015. július 25.    | Santos – León          | 1–3      |
| 2015. július 25.    | Dorados – Chiapas      | 0–0      |
| 2015. július 26.    | Pumas – Monterrey      | 3–0      |
| 2015. július 26.    | Puebla – América       | 4–2      |

##### 2. forduló
| Dátum (mexikói idő) | Mérkőzés                | Eredmény |
| ------------------- | ----------------------- | -------- |
| 2015. július 31.    | Querétaro – Pachuca     | 1–2      |
| 2015. július 31.    | Tijuana – Dorados       | 1–2      |
| 2015. augusztus 1.  | América – Atlas         | 1–3      |
| 2015. augusztus 1.  | León – Veracruz         | 4–1      |
| 2015. augusztus 1.  | Morelia – Tigres        | 1–0      |
| 2015. augusztus 1.  | Chiapas – Santos        | 2–1      |
| 2015. augusztus 2.  | Toluca – Pumas          | 2–1      |
| 2015. augusztus 2.  | Guadalajara – Cruz Azul | 0–1      |
| 2015. október 9.    | Monterrey – Puebla      | 1–1      |

##### 3. forduló
| Dátum (mexikói idő) | Mérkőzés             | Eredmény |
| ------------------- | -------------------- | -------- |
| 2015. augusztus 7.  | Veracruz – Chiapas   | 2–1      |
| 2015. augusztus 7.  | Santos – Tijuana     | 0–1      |
| 2015. augusztus 8.  | Cruz Azul – León     | 2–0      |
| 2015. augusztus 8.  | Pachuca – América    | 0–3      |
| 2015. augusztus 8.  | Atlas – Monterrey    | 0–3      |
| 2015. augusztus 8.  | Dorados – Querétaro  | 1–1      |
| 2015. augusztus 9.  | Toluca – Morelia     | 0–1      |
| 2015. augusztus 9.  | Puebla – Pumas       | 3–2      |
| 2015. augusztus 9.  | Tigres – Guadalajara | 2–2      |

##### 4. forduló
| Dátum (mexikói idő) | Mérkőzés              | Eredmény |
| ------------------- | --------------------- | -------- |
| 2015. augusztus 11. | América – Dorados     | 4–0      |
| 2015. augusztus 11. | Querétaro – Santos    | 1–2      |
| 2015. augusztus 11. | Monterrey – Pachuca   | 4–3      |
| 2015. augusztus 11. | Tijuana – Veracruz    | 1–3      |
| 2015. augusztus 12. | Puebla – Toluca       | 1–0      |
| 2015. augusztus 12. | León – Tigres         | 2–1      |
| 2015. augusztus 12. | Guadalajara – Morelia | 2–0      |
| 2015. augusztus 12. | Pumas – Atlas         | 5–0      |
| 2015. augusztus 12. | Chiapas – Cruz Azul   | 2–1      |

##### 5. forduló
| Dátum (mexikói idő) | Mérkőzés             | Eredmény |
| ------------------- | -------------------- | -------- |
| 2015. augusztus 14. | Veracruz – Querétaro | 2–2      |
| 2015. augusztus 14. | Santos – América     | 0–2      |
| 2015. augusztus 15. | Cruz Azul – Tijuana  | 1–3      |
| 2015. augusztus 15. | Morelia – León       | 3–4      |
| 2015. augusztus 15. | Tigres – Chiapas     | 4–1      |
| 2015. augusztus 15. | Pachuca – Pumas      | 1–2      |
| 2015. augusztus 15. | Atlas – Puebla       | 2–1      |
| 2015. augusztus 15. | Dorados – Monterrey  | 1–4      |
| 2015. augusztus 16. | Toluca – Guadalajara | 3–1      |

##### 6. forduló
| Dátum (mexikói idő) | Mérkőzés              | Eredmény |
| ------------------- | --------------------- | -------- |
| 2015. augusztus 21. | Querétaro – Cruz Azul | 4–2      |
| 2015. augusztus 21. | Tijuana – Tigres      | 1–2      |
| 2015. augusztus 22. | América – Veracruz    | 3–1      |
| 2015. augusztus 22. | Monterrey – Santos    | 1–1      |
| 2015. augusztus 22. | León – Guadalajara    | 1–0      |
| 2015. augusztus 22. | Atlas – Toluca        | 1–2      |
| 2015. augusztus 22. | Chiapas – Morelia     | 3–1      |
| 2015. augusztus 23. | Pumas – Dorados       | 2–0      |
| 2015. augusztus 23. | Puebla – Pachuca      | 3–2      |

##### 7. forduló
| Dátum (mexikói idő) | Mérkőzés              | Eredmény |
| ------------------- | --------------------- | -------- |
| 2015. augusztus 28. | Veracruz – Monterrey  | 2–1      |
| 2015. augusztus 28. | Santos – Pumas        | 3–4      |
| 2015. augusztus 29. | Cruz Azul – América   | 0–2      |
| 2015. augusztus 29. | Tigres – Querétaro    | 5–1      |
| 2015. augusztus 29. | Pachuca – Atlas       | 1–1      |
| 2015. augusztus 29. | Morelia – Tijuana     | 1–2      |
| 2015. augusztus 29. | Dorados – Puebla      | 1–0      |
| 2015. augusztus 30. | Toluca – León         | 1–3      |
| 2015. augusztus 30. | Guadalajara – Chiapas | 4–1      |

##### 8. forduló
| Dátum (mexikói idő)  | Mérkőzés              | Eredmény |
| -------------------- | --------------------- | -------- |
| 2015. szeptember 11. | Querétaro – Morelia   | 0–1      |
| 2015. szeptember 11. | Tijuana – Guadalajara | 2–1      |
| 2015. szeptember 12. | América – Tigres      | 0–1      |
| 2015. szeptember 12. | Monterrey – Cruz Azul | 1–1      |
| 2015. szeptember 12. | Pachuca – Toluca      | 3–4      |
| 2015. szeptember 12. | Atlas – Dorados       | 3–2      |
| 2015. szeptember 12. | Chiapas – León        | 6–2      |
| 2015. szeptember 13. | Pumas – Veracruz      | 3–0      |
| 2015. szeptember 13. | Puebla – Santos       | 0–1      |

##### 9. forduló
| Dátum (mexikói idő)  | Mérkőzés                | Eredmény |
| -------------------- | ----------------------- | -------- |
| 2015. szeptember 18. | Veracruz – Puebla       | 2–1      |
| 2015. szeptember 18. | Santos – Atlas          | 0–2      |
| 2015. szeptember 19. | Cruz Azul – Pumas       | 2–1      |
| 2015. szeptember 19. | Tigres – Monterrey      | 3–1      |
| 2015. szeptember 19. | León – Tijuana          | 2–1      |
| 2015. szeptember 19. | Morelia – América       | 0–3      |
| 2015. szeptember 19. | Dorados – Pachuca       | 1–2      |
| 2015. szeptember 20. | Toluca – Chiapas        | 1–1      |
| 2015. szeptember 20. | Guadalajara – Querétaro | 2–1      |

##### 10. forduló
| Dátum (mexikói idő)  | Mérkőzés              | Eredmény |
| -------------------- | --------------------- | -------- |
| 2015. szeptember 25. | Querétaro – León      | 3–0      |
| 2015. szeptember 25. | Tijuana – Chiapas     | 1–1      |
| 2015. szeptember 26. | América – Guadalajara | 1–2      |
| 2015. szeptember 26. | Monterrey – Morelia   | 2–2      |
| 2015. szeptember 26. | Pachuca – Santos      | 0–0      |
| 2015. szeptember 26. | Atlas – Veracruz      | 0–1      |
| 2015. szeptember 26. | Dorados – Toluca      | 1–2      |
| 2015. szeptember 27. | Pumas – Tigres        | 1–0      |
| 2015. szeptember 27. | Puebla – Cruz Azul    | 2–1      |

##### 11. forduló
| Dátum (mexikói idő)  | Mérkőzés                | Eredmény |
| -------------------- | ----------------------- | -------- |
| 2015. szeptember 29. | Toluca – Tijuana        | 4–1      |
| 2015. szeptember 29. | León – América          | 3–0      |
| 2015. szeptember 29. | Guadalajara – Monterrey | 2–1      |
| 2015. szeptember 29. | Santos – Dorados        | 1–1      |
| 2015. szeptember 29. | Veracruz – Pachuca      | 0–1      |
| 2015. szeptember 29. | Chiapas – Querétaro     | 0–0      |
| 2015. szeptember 30. | Morelia – Pumas         | 2–2      |
| 2015. szeptember 30. | Cruz Azul – Atlas       | 1–1      |
| 2015. szeptember 30. | Tigres – Puebla         | 0–1      |

##### 12. forduló
| Dátum (mexikói idő) | Mérkőzés            | Eredmény |
| ------------------- | ------------------- | -------- |
| 2015. október 2.    | Querétaro – Tijuana | 2–1      |
| 2015. október 3.    | América – Chiapas   | 2–1      |
| 2015. október 3.    | Santos – Toluca     | 0–0      |
| 2015. október 3.    | Monterrey – León    | 4–0      |
| 2015. október 3.    | Atlas – Tigres      | 0–1      |
| 2015. október 4.    | Pumas – Guadalajara | 1–0      |
| 2015. október 4.    | Puebla – Morelia    | 1–3      |
| 2015. november 10.  | Dorados – Veracruz  | 0–0      |
| 2015. november 14.  | Pachuca – Cruz Azul | 1–2      |

##### 13. forduló
| Dátum (mexikói idő) | Mérkőzés             | Eredmény |
| ------------------- | -------------------- | -------- |
| 2015. október 16.   | Veracruz – Santos    | 0–3      |
| 2015. október 16.   | Tijuana – América    | 0–2      |
| 2015. október 17.   | Cruz Azul – Dorados  | 1–1      |
| 2015. október 17.   | Tigres – Pachuca     | 2–1      |
| 2015. október 17.   | León – Pumas         | 1–3      |
| 2015. október 17.   | Morelia – Atlas      | 0–1      |
| 2015. október 17.   | Chiapas – Monterrey  | 2–2      |
| 2015. október 18.   | Toluca – Querétaro   | 4–2      |
| 2015. október 18.   | Guadalajara – Puebla | 1–1      |

##### 14. forduló
| Dátum (mexikói idő) | Mérkőzés            | Eredmény |
| ------------------- | ------------------- | -------- |
| 2015. október 23.   | Veracruz – Toluca   | 3–2      |
| 2015. október 23.   | Santos – Cruz Azul  | 1–2      |
| 2015. október 24.   | América – Querétaro | 0–1      |
| 2015. október 24.   | Monterrey – Tijuana | 3–1      |
| 2015. október 24.   | Pachuca – Morelia   | 2–0      |
| 2015. október 24.   | Dorados – Tigres    | 0–0      |
| 2015. október 25.   | Pumas – Chiapas     | 2–3      |
| 2015. október 25.   | Puebla – León       | 1–0      |
| 2015. november 11.  | Atlas – Guadalajara | 0–1      |

##### 15. forduló
| Dátum (mexikói idő) | Mérkőzés              | Eredmény |
| ------------------- | --------------------- | -------- |
| 2015. október 30.   | Querétaro – Monterrey | 3–1      |
| 2015. október 30.   | Tijuana – Pumas       | 1–2      |
| 2015. október 31.   | Cruz Azul – Veracruz  | 1–1      |
| 2015. október 31.   | Tigres – Santos       | 2–2      |
| 2015. október 31.   | León – Atlas          | 2–1      |
| 2015. október 31.   | Morelia – Dorados     | 4–0      |
| 2015. október 31.   | Chiapas – Puebla      | 1–0      |
| 2015. november 1.   | Toluca – América      | 2–3      |
| 2015. november 1.   | Guadalajara – Pachuca | 4–4      |

##### 16. forduló
| Dátum (mexikói idő) | Mérkőzés              | Eredmény |
| ------------------- | --------------------- | -------- |
| 2015. november 6.   | Veracruz – Tigres     | 1–3      |
| 2015. november 6.   | Santos – Morelia      | 2–3      |
| 2015. november 7.   | Cruz Azul – Toluca    | 1–2      |
| 2015. november 7.   | Monterrey – América   | 2–1      |
| 2015. november 7.   | Pachuca – León        | 3–2      |
| 2015. november 7.   | Atlas – Chiapas       | 2–3      |
| 2015. november 7.   | Dorados – Guadalajara | 2–1      |
| 2015. november 8.   | Pumas – Querétaro     | 2–1      |
| 2015. november 8.   | Puebla – Tijuana      | 2–1      |

##### 17. forduló
| Dátum (mexikói idő) | Mérkőzés             | Eredmény |
| ------------------- | -------------------- | -------- |
| 2015. november 20.  | Querétaro – Puebla   | 0–0      |
| 2015. november 20.  | Tijuana – Atlas      | 2–0      |
| 2015. november 21.  | América – Pumas      | 1–1      |
| 2015. november 21.  | Tigres – Cruz Azul   | 0–0      |
| 2015. november 21.  | León – Dorados       | 3–0      |
| 2015. november 21.  | Morelia – Veracruz   | 1–2      |
| 2015. november 21.  | Chiapas – Pachuca    | 3–2      |
| 2015. november 22.  | Toluca – Monterrey   | 3–1      |
| 2015. november 22.  | Guadalajara – Santos | 0–3      |

#### Kereszttábla
| Hazai \ Vendég1    | AMÉ | ATL | CHI | CRZ | DOR | GUA | LEÓ | MTY | MOR | PAC | PUE | PUM | QUE | SAN | TIG | TIJ | TOL | VER |
| América            |     | 1–3 | 2–1 |     | 4–0 | 1–2 |     |     |     |     |     | 1–1 | 0–1 |     | 0–1 |     |     | 3–1 |
| Atlas              |     |     | 2–3 |     | 3–2 | 0–1 |     | 0–3 |     |     | 2–1 |     | 0–2 |     | 0–1 |     | 1–2 | 0–1 |
| Chiapas            |     |     |     | 2–1 |     |     | 6–2 | 2–2 | 3–1 | 3–2 | 1–0 |     | 0–0 | 2–1 |     |     |     |     |
| Cruz Azul          | 0–2 | 1–1 |     |     | 1–1 |     | 2–0 |     | 0–3 |     |     | 2–1 |     |     |     | 1–3 | 1–2 | 1–1 |
| Dorados de Sinaloa |     |     | 0–0 |     |     | 2–1 |     | 1–4 |     | 1–2 | 1–0 |     | 1–1 |     | 0–0 |     | 1–2 | 0–0 |
| Guadalajara        |     |     | 4–1 | 0–1 |     |     |     | 2–1 | 2–0 | 4–4 | 1–1 |     | 2–1 | 0–3 |     |     |     |     |
| León               | 3–0 | 2–1 |     |     | 3–0 | 1–0 |     |     |     |     |     | 1–3 |     |     | 2–1 | 2–1 |     | 4–1 |
| Monterrey          | 2–1 |     |     | 1–1 |     |     | 4–0 |     | 2–2 | 4–3 | 1–1 |     |     | 1–1 |     | 3–1 |     |     |
| Morelia            | 0–3 | 0–1 |     |     | 4–0 |     | 3–4 |     |     |     |     | 2–2 |     |     | 1–0 | 1–2 |     | 1–2 |
| Pachuca            | 0–3 | 1–1 |     | 1–2 |     |     | 3–2 |     | 2–0 |     |     | 1–2 |     | 0–0 |     | 2–1 | 3–4 |     |
| Puebla             | 4–2 |     |     | 2–1 |     |     | 1–0 |     | 1–3 | 3–2 |     | 3–2 |     | 0–1 |     | 2–1 | 1–0 |     |
| Pumas              |     | 5–0 | 2–3 |     | 2–0 | 1–0 |     | 3–0 |     |     |     |     | 2–1 |     | 1–0 |     |     | 3–0 |
| Querétaro          |     |     |     | 4–2 |     |     | 3–0 | 3–1 | 0–1 | 1–2 | 0–0 |     |     | 1–2 |     | 2–1 |     |     |
| Santos             | 0–2 | 0–2 |     | 1–2 | 1–1 |     | 1–3 |     | 2–3 |     |     | 3–4 |     |     |     | 0–1 | 0–0 |     |
| Tigres             |     |     | 4–1 | 0–0 |     | 2–2 |     | 3–1 |     | 2–1 | 0–1 |     | 5–1 | 2–2 |     |     | 0–1 |     |
| Tijuana            | 0–2 | 2–0 | 1–1 |     | 1–2 | 2–1 |     |     |     |     |     | 1–2 |     |     | 1–2 |     |     | 1–3 |
| Toluca             | 2–3 |     | 1–1 |     |     | 3–1 | 1–3 | 3–1 | 0–1 |     |     | 2–1 | 4–2 |     |     | 4–1 |     |     |
| Veracruz           |     |     | 2–1 |     |     | 2–0 |     | 2–1 |     | 0–1 | 2–1 |     | 2–2 | 0–3 | 1–3 |     | 3–2 |     |

Utolsó felvett mérkőzés dátuma: 2015. november 22. 
Forrás: A bajnokság hivatalos honlapja 
1A hazai csapatok a bal oldali oszlopban szerepelnek.
Színek: Zöld = hazai győzelem; Sárga = döntetlen; Piros = vendéggyőzelem.
 

## Góllövőlista
Az alábbi lista a legalább 4 gólt szerző játékosokat tartalmazza.
- 15 gólos:
  -  André-Pierre Gignac (Tigres)
- 13 gólos:
  -  Mauro Boselli (León)
  -  Emanuel Villa (Querétaro)
- 12 gólos:
  -  Dayro Moreno (Tijuana)
- 11 gólos:
  -  Rogelio Funes Mori (Monterrey)
  -  Eduardo Herrera (Pumas)
  -  Ismael Sosa (Pumas)
  -  Fernando Uribe (Toluca)
- 10 gólos:
  -  Darío Benedetto (América)
  -  Silvio Ezequiel Romero (Chiapas)
  -  Omar Bravo (Guadalajara)
  -  Edwin Cardona (Monterrey)
  -  Enrique Triverio (Toluca)
- 9 gólos:
  -  Luis Gabriel Rey (Puebla)
- 8 gólos:
  -  Carlos Alberto Peña (León)
  -  Franco Jara (Pachuca)
  -  Julio César Furch (Veracruz)
- 7 gólos:
  -  Oribe Peralta (América)
  -  Dorlan Pabón (Monterrey)
  -  Ariel Nahuelpán (Pachuca)
  -  Matías Britos (Pumas)
  -  Djaniny (Santos)
- 6 gólos:
  -  Darwin Quintero (América)
  -  Avilés Hurtado (Chiapas)
  -  Pablo Velázquez (Morelia)
  -  Juan Ángel Albín (Veracruz)
- 5 gólos:
  -  Andrés Andrade (América)
  -  Franco Arizala (Atlas)
  -  Juan Pablo Rodríguez (Morelia)
  -  Fidel Martínez (Pumas)
  -  Javier Aquino (Tigres)
- 4 gólos:
  -  Christian Giménez (Cruz Azul)
  -  Matías Vuoso (Cruz Azul)
  -  Roberto Nurse (Dorados)
  -  Hirving Lozano (Pachuca)
  -  Christian Bermúdez (Puebla)
  -  Javier Cortés (Pumas)
  -  Rafael Sóbis (Tigres)

## Sportszerűségi táblázat
A következő táblázat a csapatok játékosai által az alapszakasz során kapott lapokat tartalmazza. Egy kiállítást nem érő sárga lapért 1, egy kiállításért 3 pont jár. A csapatok növekvő pontsorrendben szerepelnek, így az első helyezett a legsportszerűbb közülük. Ha több csapat pontszáma, gólkülönbsége, összes és idegenben rúgott góljainak száma és a klubok együtthatója is egyenlő, egymás elleni eredményük pedig döntetlen, akkor helyezésüket a sportszerűségi táblázat alapján döntik el.
| Csapat           | Sárga lap | sárga lap · 2. sárga lap · kiállítva | kiállítva | Pontszám |
| ---------------- | --------- | ------------------------------------ | --------- | -------- |
| Monarcas Morelia | 30        | 0                                    | 1         | 33       |
| Cruz Azul        | 25        | 1                                    | 2         | 34       |
| Querétaro        | 36        | 1                                    | 0         | 39       |
| Tijuana          | 39        | 0                                    | 1         | 42       |
| Pumas            | 36        | 2                                    | 0         | 42       |
| León             | 35        | 2                                    | 1         | 44       |
| Veracruz         | 39        | 0                                    | 2         | 45       |
| Dorados          | 36        | 1                                    | 2         | 45       |
| Pachuca          | 41        | 1                                    | 1         | 47       |
| Chiapas Jaguar   | 42        | 2                                    | 0         | 48       |
| Atlas            | 45        | 1                                    | 0         | 48       |
| Toluca           | 34        | 2                                    | 3         | 49       |
| Puebla           | 31        | 0                                    | 6         | 49       |
| Tigres           | 33        | 0                                    | 6         | 51       |
| Santos Laguna    | 42        | 1                                    | 3         | 54       |
| CD Guadalajara   | 42        | 0                                    | 4         | 54       |
| Monterrey        | 46        | 2                                    | 1         | 55       |
| América          | 50        | 1                                    | 3         | 62       |